# Dobrudzjansko plato
Dobrudzjansko plato (bulgariska: Добруджанско плато) är en platå i Bulgarien.   Den ligger i regionen Dobritj, i den östra delen av landet, 400 km öster om huvudstaden Sofia.